# エア・トランスポート・インターナショナル805便墜落事故
エア・トランスポート・インターナショナル805便墜落事故は、1992年2月15日にアメリカ合衆国で発生した航空事故である。シアトル・タコマ国際空港からトレド・エクスプレス空港へ向かっていたエア・トランスポート・インターナショナル805便（ダグラス DC-8-63F）が着陸復航中に墜落し、乗員乗客4人全員が死亡した。

## 飛行の詳細

### 事故機
事故機のダグラス DC-8-63F（N794AL）は、1968年に製造番号	45923/383として製造された。旅客機として製造された同機は1968年8月16日にスカンジナビア航空へ納入された。その後、アイスランド航空、タイ国際航空、トランスオーシャン航空での運用を経て、貨物機に改修された後にバーリントン・エア・エクスプレスへ納入された。事故当時、同機はエア・トランスポート・インターナショナルにリースされていた。事故機には4基のプラット・アンド・ホイットニー JT3D-7Qが搭載されていた。
1991年11月13日、事故機はトレドからロサンゼルスへ向かう貨物便として運航されていた際、離陸後に貨物ドアが開くという出来事に巻き込まれていた。幸いにも乗員3人は全員無事で、機体を安全に着陸させることに成功した。このときの原因は航空機関士がドアのロックの状態を適切に確認しなかったこととされた。また、ドアが完全に閉鎖されていなかったにもかかわらず、配線の損傷によりドアの開閉状態が誤表示された。そのため機長と副操縦士はドアが閉鎖されていないことに気付かなかった。

### 乗員
機長は59歳の男性だった。総飛行時間は16,382時間で、DC-8では2,382時間の経験があった。副操縦士は37歳の男性だった。総飛行時間は5,082時間で、DC-8では3,135時間の経験があった。航空機関士は57歳の男性だった。総飛行時間は21,697時間で、DC-8では7,697時間の経験があった。また、同機にはバッファロー航空のパイロット1人も搭乗していた。

## 事故の経緯
EST21時45分、805便はシアトル・タコマ国際空港を定刻通りに離陸した。操縦していたのは副操縦士で、計器の監視などは機長が担当していた。3時02分、管制官は滑走路07へのILS着陸を許可した。コックピットボイスレコーダーには、着陸許可を得た後にパイロット達がランディング・チェックリストを実行する様子が記録されていた。しかしこの直後、機長は副操縦士にフラップが十分に展開されていないため、速度が遅すぎると発言した。機長は続けて、「ローカライザーを捕捉できていない（You're not even on the [expletive] localizer at all.）」と言った。805便の進入は不安定で、グライドパスも下回っていた。3時13分、機長は着陸復航を宣言した。管制官は復航の理由について機長に尋ねた。これに対して機長は、「ローカライザーに接近できなかった...、最終進入で適切な位置に居なかった...、グライドパスは捕捉していたが、ローカライザーは捕捉していなかった（We lost the localizer close in there...couldn't position ourselves on final...we had the glidepath, but not the localizer.）」と返答した。
2度目の着陸進入ではローカライザーは捕捉されており、3時21分に着陸が許可された。しかし2度目の進入も不安定なものとなった。そのため、対地接近警報装置のグライドスロープと降下率の警報が作動した。3時24分、機長は副操縦士から操縦を引き継ぎ、着陸復航を開始した。3時25分、副操縦士は管制官に着陸復航を行っていることを報告した。管制官は3,000フィート (910 m)まで上昇し、左旋回を行うよう指示した。805便は80度近く傾いた状態で25度の機首上げを行いながら上昇し始めた。上昇中に機長は副操縦士に操縦を引き継いだ。副操縦士は機体を水平にしようとしたが、3時26分に805便は滑走路から4.8km地点に墜落した。衝撃により搭乗者4人は即死した。機体の残骸は付近の民家の庭まで飛散し、これにより住人1人が負傷した。また、救助活動に当たった消防士12人が煙の吸引により病院へ搬送された。

## 事故調査
国家運輸安全委員会（NTSB）が事故調査を行った。コックピットボイスレコーダー（CVR）とフライトデータレコーダー（FDR）は現場から回収され、解析が行われた。当初、事故機で以前発生した貨物ドアの誤作動が805便でも発生したのではないかという仮説が立てられた。現場からは7つの貨物ドアの止め金が見つかった。この内1つは衝撃によりラッチピンが抜け落ちていた。飛行中に貨物ドアが開いた場合、CVRには騒音が記録される。しかし、805便のCVRにはそのような音声は録音されていなかった。また、警告灯が作動したという証拠も見つからなかったため、NTSBは貨物ドアの誤作動は発生しなかったと結論付けた。
NTSBは姿勢指示器（ADI）の故障についても検討した。現場からはADIが1つ回収されたが、衝撃により大きく損傷していた。FDRの記録などから、副操縦士が行った回復操作は適切であったことが分かった。この事からNTSBは、少なくとも副操縦士側のADIは正常に動作していたと判断した。NTSBは報告書で、
副操縦士の回復操作は機体を水平にし、機首を上げるという標準的な手順に従ったものだった。もし、副操縦士がより積極的な操作を行っていれば、機体を姿勢を回復できた可能性がある。このときに必要だった操作は機体の運用範囲内にあったとみられている。
と述べた。また、パイロット間のクルー・リソース・マネジメントも適切なものではなかった。加えて、NTSBは副操縦士が不安定な進入を行った理由を特定できなかった。
1992年11月19日、NTSBは最終報告書を公表した。報告書では、以下のことが推定原因とされた。
事故原因として、空間識失調に陥った機長が不適切な操縦を行ったこと、及びその後の状況認識や回復操作を素早く行えなかったことが考えられる。また、ADIが故障しており、それが事故に寄与した可能性もある。
NTSBはどの要因が事故を引き起こしたかや、事故の寄与したかを明確に判断することができなかった。また、機体の制御が失われた明確な時間も特定できなかった。